# Clémensat
Clémensat è un comune francese di 108 abitanti situato nel dipartimento del Puy-de-Dôme, nella regione dell'Alvernia-Rodano-Alpi.

## Società

### Evoluzione demografica
Abitanti censiti